# Малпертуи (филм)
Малпертуи (фр. Malpertuis) је белгијски фантастични хорор филм из 1971. године, режисера Харија Кимела, заснован на истоименом роману Жана Реа. Главне улоге у филму тумаче Орсон Велс, Сузан Хемпшир, Мишел Буке, Матје Каријер, Жан-Пјер Касел, Данијел Пилон, Валтер Рила, Дора ван дер Гроен, Чарлс Јансенс и Силви Вартан, а радња прати младог морнара који се затиче заробљен у лавиринтској вили свог окултистичког деде-стрица, заједно са бројним чудноватим и тајанственим рођацима, који као да сви крију мрачну тајну.
Филм је изабран за званичну селекцију и приказан је „у такмичарском програму” на Канском филмском фестивалу 1972. године.

## Радња
Јан, млади морнар, враћа се на копно и, док тражи кућу свог детињства, мистериозно бива отет. Буди се у изолованој старој вили по имену Малпертуи, где се затиче у друштву разних рођака, укључујући и своју сестру Нанси, као и чудног таксидермисте Филарета и локалног лудака по имену Лампернис. Вила се испоставља као лавиринт ходника, степеница и тајних одаја, која припада његовој породици.
Његов болесни деда-стриц Касавијус, окултиста, спрема се да подели имање наследницима, али само под условом да се обавежу да никада не напусте посед. Они убрзо схватају да су заробљени у мистерији у којој играју улоге богова из грчке митологије — што Касавијус верује да они заправо и јесу — док свако ко покуша да побегне бива пронађен ужасно убијен. Радња остаје загонетна до самог краја, док Јан покушава да открије истину и све више тоне у сновидно лудило.

## Улоге
| Глумац             | Улога          |
| ------------------ | -------------- |
| Орсон Велс         | Касавијус      |
| Сузан Хемпшир      | Нанси          |
| Сузан Хемпшир      | Еуријала       |
| Сузан Хемпшир      | Алиса (Алекто) |
| Сузан Хемпшир      | болничарка     |
| Сузан Хемпшир      | Шарлота        |
| Мишел Буке         | Дидло          |
| Матје Каријер      | Јан            |
| Жан-Пјер Касел     | Лампернис      |
| Данијел Пилон      | Матијас Крук   |
| Валтер Рила        | Ајзенгот       |
| Дора ван дер Гроен | Силвија Дидло  |
| Чарлс Јансенс      | Филарет        |
| Силви Вартан       | Бетс           |